# Simon van Velthooven
Simon Paul van Velthooven (8 dicembre 1988) è un pistard neozelandese.

## Palmarès

### Olimpiadi
- 1 medaglia:
  - 1 bronzo (Londra 2012 nel keirin)

### Mondiali
- 3 medaglie:
  - 2 argenti (Minsk 2013 nel km a cronometro; Cali 2014 nel km a cronometro)
  - 1 bronzo (Melbourne 2012 nel km a cronometro)

### Giochi del Commonwealth
- 2 medaglie:
  - 1 argento (Glasgow 2014 nel km a cronometro)
  - 1 bronzo (Delhi 2010 nel keirin)